# North Walpole
North Walpole ist ein Census-designated place (CDP) in der Town of Walpole im Cheshire County im US-Bundesstaat New Hampshire. Die Volkszählung von 2020 erfasste 785 Einwohner. Der CDP wurde im Jahr 2010 erstmals vom Census definiert.

## Lage
Der Ort liegt bei den Koordinaten 43° 8' 48.03" Nord und 72° 26' 44.99" West auf einer Höhe von 115 Metern über dem Meeresspiegel am Connecticut River gegenüber von Bellows Falls in Vermont. Die 1,81 km² große Fläche des Gebietes setzt sich zusammen aus 1,8 km² Land- und 0,01 km² Wasserfläche. Durch den Ort führt die New Hampshire Route NH-12.